# Хуцубані
Хуцубані (груз. ხუცუბანი) — село в Грузії.
За даними перепису населення 2014 року в селі проживає 3483 особи.